# Nakayama Miki

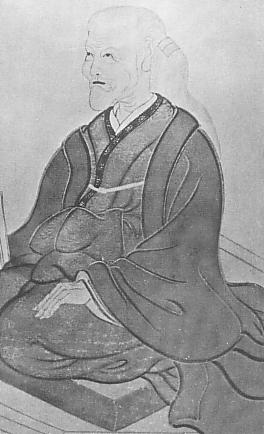
Nakayama Miki

Nakayama Miki (japanisch 中山 みき; geboren 2. Juni 1798 in Sammaiden (Provinz Yamato); gestorben 18. Februar 1887 in Tenri) war die japanische Gründerin der neureligiösen Bewegung „Tenrikyō“.

## Leben und Wirken
Nakayama Miki wurde als älteste Tochter der Familie Maekawa geboren. Mit 13 Jahren wurde sie mit Nakagawa Zembei (中山 善兵衛) im Nachbarort verheiratet, dessen Familie Land besaß, aber auch mit Baumwolle und anderen Artikeln handelte. Da Miki sehr tüchtig war, wurde ihr im Alter von 16 Jahren der ganz Besitz der Familie Nakayama übertragen. Sie gebar innerhalb von 17 Jahren einen Sohn und fünf Töchter, verlor aber zwei Töchter. Als 1837 Sohn Shūji (秀司) plötzlich über starke Schmerzen in seinem Bein klagte, betete sie und sprach Beschwörungen aus. Als Miki am 23. Oktober ihre Beschwörung wieder an einem Altar aussprach, erfuhr sie eine magische Anwandlung. Der Gott, der zu ihr herabgestiegen war, nannte sich „Moto no kami“ (元の神) – „Ursprünglicher Gott“ bzw. „Mi no kami“ (実の神) – „Wahrer Gott“. Er war vom Himmel herabgestiegen, um „3000 Welten“ zu retten, und er wollte, dass Mikis Körper ein Schrein Gottes wird. Er drohte: „Wenn Du das nicht verstehst, werde ich dich zermalmen, auch deinen Mann.“ Dieser Tag, an dem Miki zum ersten Mal ein Gott wurde, wurde später „Tenrikyō-Rikkyō-Tag“ (天理教立教の日) genannt. Das „Tenri“ in „Tenrikyō“ – „Tenri-Glaube“ lässt sich mit „Himmelsvernunft“ wiedergeben.
Nach dem Tod ihres Mannes geriet die Familie Nakayama in ein ärmliches Leben. Als 1854 die dritte Tochter schwanger wurde, bat sie Gott, er möge die Geburt beschützen, und empfing dafür die Zusage „Obiya yurushi“ (おびや許し) – „Angst und Vergebung“. Später wurde das Gebet auch für andere Frauen durchgeführt, die unter den Gräuel und Gefahren der Geburt litten. Der Tenri-Gott wurde so als „Gott gegen Geburtsangst“ populär. Ab etwa 1864 leistete Nakayama aktiv Hilfe, indem sie leichte Geburt und Pocken bei fünf Frauen behandelte. Sie verstanden Nakayamas Glauben und wurden trotz der Einmischung von Priestern und anderen Anhänger. Ab 1867 begann sie, die göttlichen Absichten des neuen Gottes „Tenri“ in der Form des Gesanges das „Mikagura-uta“ aufzuschreiben und begann ab 1869 im Liedstil über die Lehre „Ofudesaki“ zu schreiben: „Alle Menschen sind, ob Männer oder Frauen, als Kinder Gottes gleich, und wenn wir die Übelkeit hinter uns lassen und danach streben, Gott zu dienen, werden diejenigen gerettet, die von Macht und Leid unterdrückt werden, und die ideale Welt des ‚fröhlichen Lebens‘ (陽気暮らし, Yōji kurashi) wird verwirklicht.“
Nakayamas Lehre entsprach während der Meiji-Restauration den Wünschen des einfachen Volkes, wurde aber, da sie mit überzeugender Kraft vorgetragen wurde, gelegentlich von der Regierung unterdrückt. Führungskräfte der Glaubensvereinigung versuchen, eine offizielle Genehmigung für die Missionsarbeit zu erhalten, aber sie war dagegen, sich von einer offiziellen Genehmigung abhängig zu machen. 1873 hoffte sie, auf dem Familiengelände einen „Kanrodai“ (甘露台) „Honigstand“ als Ort für die Erschaffung der Menschheit durch Gott und seinen eigenen Mythos „Kofuki“ errichten zu können, aber im selben Jahr wurde der Bau von Polizisten zerstört. Das führte dazu, dass sie aufhörte, am „Ofudesaki“ weiter zu schreiben.
Im Februar 1886 wurden Gläubige wegen des Vergehens „Shūdan sanpai“ (集団参拝) – also „Religiöse Handlung als Gruppe“ 15 Tage festgehalten, was Nakayamas Gesundheit sehr schädigte. Sie fordert die Führungskräfte auf, „Kami ga daiji ka, sezoku no hō ga daiji ka'“ (神が大事か, 世俗の法が大事か) – etwa „Ist Gott wichtig, sind die weltlichen Gesetze wichtig?“ zu singen und zu tanzen, als Antwort auf die Polizei, als sie das gesungene „Kagurazutome“ (かぐらづとめ – Gottesdienst im Tenrikyō).
Sie verstarb im Alter von 90 Jahren, während sie dem Klang der Kagura-Schwerter lauschte, die von den Gläubigen hergestellt wurden, die bereit waren, eingesperrt zu werden. Es wird gesagt, dass Nakayamas Leben für die Gläubigen das „Hinagata“ des menschlichen Lebens ist und dass sich ihre Seele auch nach ihrem Tod zu „Jiba“ beruhigt und weiterhin Menschen führt und rettet.
Nakayama hinterließ die Schriften „Ofudesaki“ (おふでさき) und „Mikagura uta“ (みかぐらうた). Beispiele für Referenzliteratur sind: herausgegeben von der Tenri-Glaubensgemeinschaft „Kōhon Tenrikyō Kyōso-den“ (稿本 天理教教祖伝), verfasst von Serizawa Kōjirō „Kyōso-sama“ (教祖様), und „Nakayama Miki kenkyū nōto“ (中山みき研究ノート) von Yajima Hideo (八島英雄).
Am 26. Januar 1986 wurde die Hundertjahrfeier der offiziellen Gründung des Tenrikyō gefeiert.